# Gran Premio di Las Vegas 2024
Il Gran Premio di Las Vegas 2024 è stata la ventiduesima prova della stagione 2024 del campionato mondiale di Formula 1. La gara si è corsa sabato 23 novembre sul Las Vegas Strip Circuit di Paradise, vicino a Las Vegas, in Nevada, negli Stati Uniti d'America, ed è stata vinta dal britannico George Russell su Mercedes, al terzo successo in carriera; Russell ha preceduto all'arrivo il compagno di squadra, il connazionale Lewis Hamilton, e lo spagnolo Carlos Sainz Jr. su Ferrari.
L'olandese Max Verstappen della Red Bull Racing-Honda RBPT, quinto all'arrivo, si aggiudica per la quarta volta consecutiva in carriera il mondiale piloti. Egli eguaglia il numero dei titoli di Alain Prost e Sebastian Vettel, e diventa uno dei sei piloti nella storia ad aver vinto almeno quattro titoli iridati e uno dei cinque ad averne vinto quattro consecutivi, dopo Juan Manuel Fangio, Michael Schumacher, Sebastian Vettel e Lewis Hamilton. Per l'ottava volta nella storia della Formula 1, un titolo si assegna prima della domenica e per la ventiquattresima volta un pilota vince il campionato da campione in carica.
All'intero weekend di gara hanno assistito 306 000 spettatori, per il secondo Gran Premio di Las Vegas con il più alto numero di presenze sul Las Vegas Strip Circuit, dietro al primato dei 315 000 spettatori dell'edizione del 2023.

## Vigilia

### Analisi per il campionato piloti
Il pilota olandese campione del mondo della Red Bull Racing, Max Verstappen, ha l'opportunità di conquistare il quarto titoli piloti, nonché consecutivo. Verstappen comanda la classifica piloti con 393 punti, 62 punti davanti al britannico della McLaren, Lando Norris. Dopo la disputa di questo appuntamento, un totale di 60 punti sono ancora ottenibili nelle ultime due gare. Norris deve ottenere tre punti più di Verstappen per mantenere il titolo aperto. L'olandese sarebbe campione vincendo la gara o arrivando davanti a Norris, a prescindere dalla posizione finale, oppure terminare una posizione dietro a Norris nel caso in cui l'inglese non faccia il giro veloce e non ottenga un piazzamento migliore del quarto posto. In caso di arrivo a pari merito al termine della stagione, Verstappen sarebbe comunque campione alla luce del maggior numero di vittorie in campionato rispetto a Norris.

### Aspetti tecnici
Per questo Gran Premio la Pirelli, fornitore unico degli pneumatici, offre la scelta tra gomme di mescola C3, C4 e C5, la tipologia di mescole più morbide che caratterizza l'intera gamma messa a disposizione dall'azienda fornitrice degli pneumatici per il campionato. La Pirelli conferma la stessa tipologia di pneumatici utilizzata per l'edizione precedente quando il circuito debuttò nel calendario del campionato mondiale di Formula 1. Essa viene stabilita per la dodicesima volta in stagione, e per la terza gara consecutiva dopo i precedenti Gran Premi di Città del Messico e San Paolo. Alla vigilia della gara all'Autódromo José Carlos Pace, la Pirelli stabilisce la tipologia degli ultimi due Gran Premi della stagione (Qatar e Abu Dhabi).
A differenza di altri appuntamenti corsi in notturna in località che si trovano tutte a poca distanza dal mare, a Las Vegas l'escursione termica fra il giorno e la notte è molto rilevante, visto che la città è nel mezzo del deserto del Mojave. La collocazione nel calendario alla fine del mese di novembre non garantisce le tradizioni temperature primaverili. Le vetture si trovano a girare con temperature dell’aria attorno ai 10 °C e quelle dell’asfalto non molto dissimili fra loro. Le basse temperature riducono l'aderenza e, di conseguenza, aumentano la possibilità di generare un maggiore graining per i pneumatici.
La Federazione conferma le due zone per l'utilizzo del Drag Reduction System stabilite nell'edizione precedente. La prima zona è collocata tra la curva 4 e la curva 5, con detection point stabilito dopo la curva 2. La seconda zona è posta sulla Las Vegas Strip, il rettilineo più lungo fra tutti i circuiti del campionato, tra la curva 13 e la curva 14, con detection point fissato dopo la curva 12.
Rispetto all'edizione del 2023, il circuito è oggetto di modifiche. I muri sul lato destro all'ingresso della pit lane sono stati riallineati. Due cancelli di sicurezza all'altezza del muretto dentro la corsia dei box sono stati riposizionati. Le postazioni 9.9, 12.9, 13.1 e 13.2 dei commissari di percorso sono state spostate controcorrente. L'accesso per i veicoli alla postazione 13.1 dei commissari di percorso è stato rimosso, mentre uno nuovo è stato installato sul lato destro all'uscita della curva 15. L'asfalto è stato levigato all'uscita della curva 12.
La Federazione rende noto che al termine della gara del precedente Gran Premio di San Paolo, tra le prime dieci vetture classificate è stata sorteggiata l'Alpine di Pierre Gasly per le verifiche tecniche. Le ispezioni hanno riguardato il serbatoio del carburante, i suoi bocchettoni di riempimento e sfiato, i componenti installati all'interno della cella a combustibile fino al connettore autosigillante di sicurezza, nonché l'elettronica di controllo dei componenti all'interno della cella a combustibile. Tutti gli elementi ispezionati sono risultati essere conformi al regolamento tecnico. A partire da questo appuntamento l'organo mondiale dell'automobilismo emette una nuova direttiva tecnica che vieta l'utilizzo di qualsiasi protezione del fondo della vettura. Il provvedimento è il frutto di una richiesta di chiarimento da parte della Red Bull Racing. Il pattino deve avere uno spessore di dieci millimetri, ed è ammesso un consumo massimo di un millimetro.
Prima dell'inizio della prima sessione di prove libere del giovedì, sulla vettura di Liam Lawson viene installata la quinta scatola del cambio e la quinta trasmissione. Il pilota neozelandese della RB non è penalizzato sulla griglia di partenza in quanto i nuovi componenti installati rientrano tra quelli utilizzabili nel numero massimo stabilito dal regolamento tecnico. Sulla vettura di Sergio Pérez, Alexander Albon, Lawson e Yuki Tsunoda viene installata rispettivamente l'ottava, quarta e settima unità relativa all'impianto di scarico. Tutti e quattro i piloti non sono penalizzati sulla griglia di partenza in quanto i nuovi componenti installati rientrano tra quelli utilizzabili nel numero massimo stabilito dal regolamento tecnico. Sulla vettura di Valtteri Bottas viene installata la quarta unità relativa al sistema di recupero dell'energia. Il pilota finlandese della Sauber è penalizzato di cinque posizioni sulla griglia di partenza in quanto il nuovo componente installato supera quelli utilizzabili nel numero massimo stabilito dal regolamento tecnico. Prima dell'inizio della terza sessione di prove libere del venerdì, la direzione gara stabilisce che qualsiasi pilota che non rispetta i limiti del tracciato all'apice della curva 17 vede il tempo sul giro e immediatamente quello successivo invalidato dai commissari sportivi. La corsia bianca è stata riposizionata e allargata all'uscita della curva 4, la linea bianca di ingresso in pit lane è stata allargata, e sono stati aggiunti cartelli arancioni e indicatori dei freni.

### Aspetti sportivi
Il Gran Premio rappresenta il ventiduesimo appuntamento stagionale a distanza di tre settimane dalla disputa del Gran Premio di San Paolo, ventunesima gara del campionato. Dopo l'unica prova del campionato in America del Sud, il mondiale si sposta nuovamente nella parte settentrionale del continente per la quarta e ultima volta in stagione dopo il Gran Premio di Città del Messico. Il Gran Premio è l'ottavo evento dopo la pausa estiva, la seconda e ultima prova calendarizzata nel mese di novembre, la decima gara della seconda parte di stagione, nonché la quarta prova in notturna dell'anno. La corsa, dopo una pausa di due settimane e così come nel 2023 programmata in novembre, apre il terzo e ultimo trittico di gare del campionato, seguita dai successivi Gran Premi del Qatar e di Abu Dhabi, a chiudere il campionato con il numero record di ben ventiquattro appuntamenti. Essa è l'unica dell'anno a disputarsi al sabato. La disputa di tre Gran Premi per tre settimane consecutive avvenne, per la prima volta in assoluto nella storia della categoria, nel campionato 2018, in un'occasione, così come nel 2022 e 2023, e per tre volte ciascuno nel 2020 e 2021. Il mondiale disputa un appuntamento su un tracciato cittadino per la prima volta dal Gran Premio di Singapore. Il contratto per l'inserimento della gara nel calendario mondiale, sempre sul Las Vegas Strip Circuit, è stato formalizzato nel mese di marzo 2022, con una valenza fino alla stagione 2025, con un'approvazione del prolungamento fino al campionato 2032 già posta in essere nel mese di febbraio 2023. Il Gran Premio è sponsorizzato come nell'edizione precedente dall'azienda olandese produttrice di birra Heineken Silver. A questa edizione assistono 306 000 spettatori nel corso del weekend di gara, per il secondo Gran Premio di Las Vegas con il più alto numero di presenze sul Las Vegas Strip Circuit, dietro al primato dei 315 000 spettatori dell'edizione del 2023.
Presente nel calendario del campionato mondiale di Formula 1 fin dalla stagione 1981, il Gran Premio di Las Vegas vede la disputa della sua quarta edizione, la seconda sotto questa denominazione. Il Las Vegas Strip Circuit è il secondo circuito più lungo del campionato dopo quello di Spa-Francorchamps, che ospita il Gran Premio del Belgio. Presenta tre rettilinei ubicati rispettivamente sulla Koval Lane, sulla Las Vegas Strip e sull'Harmon Avenue. Il secondo è il più lungo e misura 1,9 km. Il tracciato è la seconda sede di tale Gran Premio, dopo il circuito del Caesars Palace utilizzato nel 1981 e nel 1982, e in totale la dodicesima sede statunitense di un Gran Premio di Formula 1. La gara in Nevada è il terzo e ultimo appuntamento dell'anno in cui il mondiale fa visita sul suolo statunitense. Le altre due prove calendarizzate sono state il Gran Premio di Miami, corso a maggio, e il Gran Premio degli Stati Uniti d'America, collocato nel mese di ottobre. Gli Stati Uniti d'America vedono disputare tre Gran Premi sul proprio territorio per il secondo campionato consecutivo e per la terza volta complessiva insieme alla stagione 1982. Il Paese eguaglia la Germania e la Gran Bretagna quale nazione col maggior numero di Gran Premi ospitati sul proprio territorio (79), al secondo posto di sempre. L'unico altro Paese a ospitare tre gare sul proprio territorio in un'annata di Formula 1 fu l'Italia nel 2020.
Alan Jones, Michele Alboreto e il campione del mondo olandese della Red Bull Racing, Max Verstappen, hanno un successo a testa nel Gran Premio di Las Vegas. Carlos Reutemann, Alain Prost e il monegasco della Ferrari, Charles Leclerc, condividono una pole position, Didier Pironi, Alboreto e l'australiano della McLaren, Oscar Piastri, un giro più veloce, mentre Jones, Bruno Giacomelli, Prost, Alboreto, Eddie Cheever, John Watson, Verstappen, Leclerc e l'altro pilota della Red Bull Racing, il messicano Sergio Pérez, un podio. Williams, Tyrrell e Red Bull Racing hanno vinto per una volta a testa. La scuderia di Grove, insieme alla Renault e alla Ferrari, ha una pole position. La scuderia di Maranello, insieme alla Tyrrell e alla McLaren, un giro più veloce. La Red Bull Racing vanta più podi di qualsiasi altro costruttore (2). Sul Las Vegas Strip Circuit Verstappen detiene un successo, Leclerc una pole position e Piastri un giro più veloce. Verstappen e Leclerc, insieme a Pérez, condividono un podio. Red Bull Racing, Ferrari e McLaren hanno rispettivamente in bacheca una vittoria, una pole position e un giro più veloce a testa. Verstappen e il britannico della Mercedes, Lewis Hamilton, sono i piloti col maggior numero di successi negli Stati Uniti d'America (6). La Ferrari è il team più vincente sul suo statunitense con quattordici affermazioni. A Las Vegas, la corsa è stata vinta per due volte dalla seconda piazza e per una volta dalla terza. Sull'attuale tracciato la corsa è stata vinta dalla seconda posizione. Il Gran Premio ha assegnato il titolo piloti per due volte volte e quello costruttori per una volta. L'edizione precedente rappresentò il 1 100º Gran Premio del campionato mondiale di Formula 1, vinto da Verstappen.
L'argentino Franco Colapinto della Williams e il neozelandese Liam Lawson della RB, che hanno preso il posto rispettivamente di Logan Sargeant a partire dal Gran Premio d'Italia e di Daniel Ricciardo dal Gran Premio degli Stati Uniti d'America, corrono per la prima volta sul Las Vegas Strip Circuit. Il danese Kevin Magnussen della Haas torna regolarmente a gareggiare. Magnussen non ha preso parte al precedente Gran Premio di San Paolo per via delle non ottimali condizioni fisiche, ed è stato sostituito dal britannico di riserva della Ferrari e della scuderia statunitense, oltre che di Formula 2 per il team Prema Racing, Oliver Bearman. La Sauber annuncia il termine del rapporto con i propri due piloti, il finlandese Valtteri Bottas e il cinese Zhou Guanyu, al termine del campionato. Il brasiliano di Formula 2 per il team Virtuosi Racing, nonché campione in carica di Formula 3, Gabriel Bortoleto, viene annunciato alla guida del team elvetico, al fianco del tedesco Nico Hülkenberg. L'Alpine segna un accordo con la Mercedes per la fornitura dei propulsori e della trasmissione dal 2026, anno del cambio regolamentare, fino al 2030. L'Aston Martin comunica la scelta di separarsi dall’ingegnere britannico Dan Fallows. La Williams partecipa al terzo Gran Premio consecutivo con una speciale livrea; se nel Gran Premio di Città del Messico e nel precedente Gran Premio di San Paolo si è celebrata la partnership con Mercado Libre, in questa gara la livrea sponsorizza Keeper Security. Corrono con una speciale livrea anche la Sauber, l'Alpine e la RB. La livrea del costruttore svizzero è ideata dallo sponsor Stake, quella della casa francese è in rosa ed è realizzata in collaborazione con lo sponsor BWT; essa sarà utilizzata anche negli ultimi due Gran Premi del campionato in Qatar e Abu Dhabi. Quella della RB è glitterata e al tradizionale blu si accompagnano delle sfumature di azzurro e turchese.
Nella quinta riunione dell'anno della F1 Commission nelle settimane precedenti si è giunti all’approvazione e all’introduzione di alcune novità tecniche e regolamentari in vista dei prossimi campionati. Nel 2025 sarà impiegato un kit di raffreddamento per i piloti. Questo verrà utilizzato nel caso in cui dovesse essere dichiarato il pericolo di calore per i piloti all’interno delle loro monoposto in occasione dei weekend più caldi dell’anno. La F1 Commission ha confermato un protocollo rivisto per la chiusura della griglia di partenza quando un team ritira una vettura. La griglia finale verrà ora determinata un'ora prima dell'inizio della gara. Le vetture ritirate fino a 75 minuti prima dell'inizio non saranno incluse nella griglia finale e quelle qualificatesi dietro scaleranno tutte nella posizione pertinente.
Il direttore di gara, il tedesco Niels Wittich, che aveva ricoperto questo ruolo a partire dal 2022, inizialmente alternandosi con il portoghese Eduardo Freitas fino al Gran Premio del Giappone, si dimette dopo il precedente Gran Premio di San Paolo. A partire da questo appuntamento, il ruolo di Wittich viene occupato dal portoghese Rui Marques, già direttore di gara per la Formula 2 e la Formula 3. L'ex pilota di Formula 1 Vitantonio Liuzzi è nominato commissario aggiunto. L'italiano ha svolto in passato, in diverse occasioni, tale funzione, l'ultima nel Gran Premio d'Ungheria. È la casa automobilistica tedesca Mercedes a fornire la safety car e la medical car, per l'ultima volta fornitrice delle vetture nel Gran Premio di Singapore.

## Prove

### Resoconto
La prima sessione di prove libere ha visto il dominio della Mercedes che ha piazzato, ai primi due posti, Hamilton e Russell, entrambi su gomme morbide. Il primo ha colto il suo tempo nella fase finale della sessione, mentre il secondo ha sfruttato delle scie, per poter essere più competitivo. La casa tedesca si era dimostrata rapida anche con l'uso di gomme a mescola media. Un terzo pilota britannico, Lando Norris, ha completato la terna dei migliori. La McLaren ha svolto, con l'altro pilota, Oscar Piastri, un lavoro differenziato, più legato alla ricerca del miglior set up per il Gran Premio. Le prove sono state caratterizzate da una pista scivolosa, e da temperature rigide.
Il trio di piloti britannici si è confermato, anche nella seconda sessione. In questo caso, alle spalle di Lewis Hamilton, è salito Norris, staccato di undici millesimi, mentre è risultato più indietro Russell. Anche in questa sessione la McLaren ha dimostrato la capacità di mandare in temperature la gomme, ma anche un maggiore problema di graining. Alle spalle dei primi tre ci sono le due Ferrari: le vetture italiane sembrano più performanti nella simulazione di gara, che nel giro secco. Sono terminate nelle retrovie le due Red Bull Racing, così come le Williams: sulla vettura di Alexander Albon si sono registrati nei problemi al pescaggio della benzina, tanto che il pilota è entrato in pista solo nei minuti finali delle prove, prima di dover abbandonare la monoposto sul tracciato, per un guasto alla propulsione, cosa che ha costretto la direzione di gara a interrompere le libere con bandiera rossa per qualche minuto.
Durante le prime due sessioni di prove libere del venerdì, Carlos Sainz Jr. utilizza l'assemblaggio di una trasmissione al di fuori dell'allocazione prevista secondo il regolamento tecnico. Il pilota spagnolo della Ferrari non è penalizzato sulla griglia di partenza in quanto tale operazione rientra tra quelle effettuabili nel numero massimo consentito dal regolamento tecnico.
Nell'ultima sessione di prove libere George Russell conferma la sua velocità, conquistando la miglior prestazione. Essa è di poco migliore, rispetto ai tempi del giovedì, in quanto la pista risulta poco gommata, dopo che, nell'intervallo fra le sessioni, è stata riaperta al traffico veicolare. Alle sue spalle si sono classificati Oscar Piastri, Carlos Sainz Jr. e Max Verstappen. La sessione non è del tutto indicativa per le qualifiche, in quanto, quando mancavano meno di sei minuti al suo termine, è stata interrotta, per consentire il recupero dell'Aston Martin di Lance Stroll, ferma sul tracciato, per un problema tecnico. Alla ripresa i piloti si sono limitati a effettuare delle prove di partenza.
L'Aston Martin è stata multata di 200 euro da parte della Federazione in quanto Fernando Alonso ha superato la velocità minima stabilita dentro la corsia dei box.

### Risultati
Nella prima sessione del giovedì si è avuta questa situazione:
| Pos | Nº | Pilota         | Costruttore      | Tempo    | Gap    | Giri |
| --- | -- | -------------- | ---------------- | -------- | ------ | ---- |
| 1   | 44 | Lewis Hamilton | Mercedes         | 1'35"001 |        | 26   |
| 2   | 63 | George Russell | Mercedes         | 1'35"397 | +0"396 | 29   |
| 3   | 4  | Lando Norris   | McLaren-Mercedes | 1'35"954 | +0"953 | 27   |

Nella seconda sessione del giovedì si è avuta questa situazione:
| Pos | Nº | Pilota         | Costruttore      | Tempo    | Gap    | Giri |
| --- | -- | -------------- | ---------------- | -------- | ------ | ---- |
| 1   | 44 | Lewis Hamilton | Mercedes         | 1'33"825 |        | 25   |
| 2   | 4  | Lando Norris   | McLaren-Mercedes | 1'33"836 | +0"011 | 25   |
| 3   | 63 | George Russell | Mercedes         | 1'34"015 | +0"190 | 29   |

Nella sessione del venerdì si è avuta questa situazione:
| Pos | Nº | Pilota           | Costruttore      | Tempo    | Gap    | Giri |
| --- | -- | ---------------- | ---------------- | -------- | ------ | ---- |
| 1   | 63 | George Russell   | Mercedes         | 1'33"570 |        | 18   |
| 2   | 81 | Oscar Piastri    | McLaren-Mercedes | 1'33"785 | +0"215 | 14   |
| 3   | 55 | Carlos Sainz Jr. | Ferrari          | 1'33"918 | +0"348 | 16   |

## Qualifiche

### Resoconto
Dopo i primi tempi di piloti delle scuderie di seconda fascia, tocca a Oscar Piastri passare al comando, con 1'34"058; alle sue spalle si piazza l'altro pilota della McLaren, Norris, a tre centesimi di secondo. Al terzo posto sale Hamilton. A sua volta, dietro all'ex campione del mondo, c'è Russell, che precede Verstappen. In seguito è il turno di Charles Leclerc a prendere la vetta della classifica dei tempi, con 1'33"966. Il tempo del ferrarista viene, poco dopo, migliorato ancora da Piastri. Norris sale al secondo posto. Grazie alla scia di Leclerc, Sainz Jr. scala secondo, mentre Verstappen risale al quarto posto. Ripassa ancora al comando Russell e, alle sue spalle, c'è ora Leclerc. Quando mancano appena quattro minuti al termine della prima fase le due Haas non hanno tempi validi per la graduatoria, mentre l'Aston Martin riesce a mandare in pista Lance Stroll, dopo essere riuscita in extremis a sistemare i problemi tecnici che si erano verificati nell'ultima sessione di prove libere. Gasly e Magnussen entrano nei primi dieci, così come Esteban Ocon. Con 1'33"299 Verstappen coglie la migliore prestazione. Pérez non va oltre il dodicesimo tempo, mentre Hamilton è in grado di migliorare il tempo di Verstappen; tocca poi a George Russell battere il compagno di team. Vengono eliminati Pérez, Alonso, Albon, Bottas e Stroll.
Nella fase successiva Russell fissa il tempo di riferimento in 1'33"585, subito migliorato da Nico Hülkenberg, in 1’33"273. Anche questo tempo viene presto battuto, da Hamilton (1'33"136). Norris sale secondo, battuto da Verstappen, che ha necessità di effettuare due giri veloci di fila per scaldare gli pneumatici. Alle spalle del pilota della Red Bull Racing si pone Piastri, a un solo millesimo di secondo. Magnussen rimonta sesto, subito alle spalle del suo compagno di scuderia. Tsunoda s'intercala, in seguito, tra le Haas. Verstappen migliora ancora, e porta il limite a 1'33"085. Il primo a scendere sotto il minuto e 33 secondi è Russell (1'32"881); in seguito anche Hamilton migliora, ma resta a 0"084 dall'altro pilota della Mercedes. La Ferrari è quinta con Sainz Jr. e terza con Leclerc. Rimonta al quarto posto Piastri. Le Mercedes confermano la loro supremazia: prima Russell, poi Hamilton si alternano al comando. Hülkenberg rimonta settimo, davanti a Kevin Magnussen, nono. In seguito Sainz Jr. si piazza tra le due vetture tedesche. La sessione viene interrotta per l'incidente di Franco Colapinto, prima dell'ultima curva. La monoposto è distrutta, ma il pilota resta incolume. Non passano alla terza fase Ocon, Magnussen, Zhou, Colapinto e Lawson.
Nella fase finale il primo pilota ad affrontare il tracciato è Max Verstappen che come nella fase precedente utilizza due giri per riscaldare le gomme. Piastri ottiene 1'33"520, battuto da Norris (1'33"237). Alle spalle dei due si piazza Leclerc, staccato di oltre due decimi dal crono dell'australiano. Tocca a Sainz Jr. fare meglio di Norris: 1’33"022. Gasly sale quarto, mentre Hülkenberg è quinto. Verstappen chiude a due decimi da Sainz Jr.. Poco dopo Russell coglie la pole position provvisoria, con 1'32"811, mentre Hamilton resta lontano dai primi posti, dopo un errore nel suo giro veloce. I piloti si rilanciano quando mancano oltre quattro minuti alla fine delle qualificazioni, per sfruttare due possibili giri rapidi. I piloti di McLaren e Ferrari migliorano, ma senza battere il tempo di Russell. Hamilton sporca ancora la sua prestazione con un errore di guida. Piastri risale terzo, mentre Norris è secondo, a meno di due decimi da Russell. Leclerc batte Russell (1'32"783); meglio fa Carlos Sainz Jr. (1'32"410), mentre Pierre Gasly sale secondo. Verstappen è quarto, prima che Russell si riprenda la miglior prestazione (1'32"312).
George Russell conquista la quarta pole position in carriera, la terza della stagione, e la prima dopo quella ottenuta nel Gran Premio di Gran Bretagna. Per la Mercedes è la centoquarantesima partenza in prima posizione della storia, la terza della stagione, la prima dopo quella a Silverstone proprio con Russell. Sainz Jr. è secondo per la seconda edizione consecutiva, anche se nell'edizione precedente ha scontato una penalità di dieci posizioni in griglia di partenza. Lo spagnolo della Ferrari manca la pole position per due volte di seguito per un totale combinato di 0"142, ottenendo la quattordicesima prima fila in carriera. Per Sainz Jr. è la seconda partenza in prima fila nelle ultime tre gare, dopo aver vinto partendo dalla pole position nel Gran Premio di Città del Messico. Per Gasly la terza posizione è il miglior risultato stagionale in qualifica. Per il francese dell'Alpine è il miglior risultato nelle prove ufficiali dopo il secondo posto nel Gran Premio del Qatar 2021 con l'ex scuderia denominata AlphaTauri.
Leclerc è quarto ma le sue due ultime vittorie sono arrivate partendo da questa posizione. Verstappen è quinto. L'olandese ha vinto il precedente Gran Premio di San Paolo dalla diciassettesima posizione in griglia e, nonostante abbia vinto partendo da dieci posizioni diverse, non è mai riuscito a vincere partendo dalla quinta posizione. Norris, sesto, parte fuori dai primi tre solo per la terza volta nelle ultime quattordici gare. Il britannico della McLaren non ha mai vinto partendo fuori dai primi cinque in griglia. Tsunoda è settimo dopo essere partito terzo nella precedente gara in Brasile, mentre Piastri parte ottavo, dopo essere stato sopravanzato dal compagno di squadra in qualifica per la quinta gara consecutiva. Hülkenberg registra la decima presenza stagionale in Q3 per la Haas]. Hamilton è qualificato decimo ma si sarebbe posizionato tra i primi tre se fosse riuscito a ripetere il tempo della Q2. Magnussen aveva raggiunto la Q3 nelle ultime sue due gare, ma è qualificato dodicesimo dopo essere partito nei primi dieci nell'edizione precedente. Zhou ottiene la sua migliore qualifica dell'anno, piazzandosi tredicesimo e ottenendo il suo primo Q2 dal Gran Premio di Gran Bretagna. Colapinto è qualificato davanti al compagno Albon per la seconda volta da quando guida per la Williams. Pérez è eliminato per la sesta volta in stagione in Q1 dopo essere salito sul podio nell'edizione precedente. Per Alonso è la prima eliminazione in Q1 dal Gran Premio di Monaco. Albon è eliminato in Q1 per la quarta volta in stagione. Il thailandese parte diciottesimo dopo essere stato tra i primi dieci in qualifica nel 2023. Bottas è qualificato dietro al compagno di squadra solo per la seconda volta in stagione, ma il finlandese è comunque penalizzato di cinque posizioni in griglia. Stroll è riuscito a completare un solo giro cronometrato dopo che un problema tecnico nella terza sessione di prove libere ha limitato le sue prove.
Russell eguaglia le pole position in stagione di Leclerc ed è il secondo poleman differente su altrettante edizioni corse sul Las Vegas Strip Circuit, e il quarto generale su quattro Gran Premi corsi a Las Vegas. Il britannico ottiene la quarta partenza al palo in altrettanti Gran Premi e circuiti differenti. La Mercedes ottiene la partenza al palo nel trentasettesimo Gran Premio diverso e sul trentatreesimo tracciato differente. La scuderia tedesca eguaglia la Ferrari per numero di pole position sul Las Vegas Strip Circuit e la Williams e la Renault per una partenza in prima posizione in questo appuntamento. Per l'Alpine è il miglior risultato in qualifica dalla seconda piazza di Alonso nel Gran Premio del Canada 2022. Il tempo della partenza al palo di Russell di 1'32"312 rappresenta il rilievo cronometrico più rapido sul Las Vegas Strip Circuit, alla media di 241,828 km/h. Il precedente primato apparteneva a Leclerc che ottenne il tempo di 1'32"726 nell'edizione precedente, sempre valevole per la pole position, alla media di 240,748 km/h. Russell e Sainz Jr. condividono la prima fila per la terza volta. Le prime tre posizioni sono occupate da tre costruttori diversi. Verstappen può laurearsi campione per la quarta volta consecutiva se egli e Norris si classificano nelle stesse posizioni di partenza.
Sono stati cancellati otto tempi dai commissari sportivi ai piloti per non aver rispettato i limiti della pista, durante le qualifiche. Si sono visti cancellare il tempo tre volte Lewis Hamilton (una volta alla curva 8, una volta alla curva 12 e una volta alla curva 4), una volta Alexander Albon (curva 4), Charles Leclerc (curva 8), Fernando Alonso (curva 12), Kevin Magnussen e Nico Hülkenberg (alla curva 5). Magnussen, Hülkenberg e Lance Stroll non ricevono sanzioni da parte dei commissari sportivi, per non aver rispettato le istruzioni stabilite dalla direzione gara. Tutti e tre i piloti hanno superato il tempo limite di un minuto e cinquantotto secondi valevole tra la seconda linea della safety car e la prima di essa. Magnussen per due volte, nel corso del quinto e sesto giro in Q1, Hülkenberg nel corso del quinto e Stroll nel corso del secondo, sempre nella stessa fase.

### Risultati
Nella sessione di qualifica si è avuta questa situazione:
| Pos                         | Nº | Pilota           | Costruttore                  | Q1       | Q2       | Q3       | Griglia |
| --------------------------- | -- | ---------------- | ---------------------------- | -------- | -------- | -------- | ------- |
| 1                           | 63 | George Russell   | Mercedes                     | 1'33"186 | 1'32"779 | 1'32"312 | 1       |
| 2                           | 55 | Carlos Sainz Jr. | Ferrari                      | 1'33"484 | 1'32"711 | 1'32"410 | 2       |
| 3                           | 10 | Pierre Gasly     | Alpine-Renault               | 1'33"691 | 1'32"879 | 1'32"664 | 3       |
| 4                           | 16 | Charles Leclerc  | Ferrari                      | 1'33"446 | 1'33"016 | 1'32"783 | 4       |
| 5                           | 1  | Max Verstappen   | Red Bull Racing-Honda RBPT   | 1'33"299 | 1'33"085 | 1'32"797 | 5       |
| 6                           | 4  | Lando Norris     | McLaren-Mercedes             | 1'33"592 | 1'33"099 | 1'33"008 | 6       |
| 7                           | 22 | Yuki Tsunoda     | RB-Honda RBPT                | 1'33"789 | 1'33"089 | 1'33"029 | 7       |
| 8                           | 81 | Oscar Piastri    | McLaren-Mercedes             | 1'33"450 | 1'33"024 | 1'33"033 | 8       |
| 9                           | 27 | Nico Hülkenberg  | Haas-Ferrari                 | 1'33"920 | 1'33"114 | 1'33"062 | 9       |
| 10                          | 44 | Lewis Hamilton   | Mercedes                     | 1'33"225 | 1'32"567 | 1'48"106 | 10      |
| 11                          | 31 | Esteban Ocon     | Alpine-Renault               | 1'33"968 | 1'33"221 | N.D.     | 11      |
| 12                          | 20 | Kevin Magnussen  | Haas-Ferrari                 | 1'33"991 | 1'33"297 | N.D.     | 12      |
| 13                          | 24 | Zhou Guanyu      | Kick Sauber-Ferrari          | 1'34"079 | 1'33"566 | N.D.     | 13      |
| 14                          | 43 | Franco Colapinto | Williams-Mercedes            | 1'33"746 | 1'33"749 | N.D.     | PL      |
| 15                          | 30 | Liam Lawson      | RB-Honda RBPT                | 1'34"087 | 1'34"257 | N.D.     | 14      |
| 16                          | 11 | Sergio Pérez     | Red Bull Racing-Honda RBPT   | 1'34"155 | N.D.     | N.D.     | 15      |
| 17                          | 14 | Fernando Alonso  | Aston Martin Aramco-Mercedes | 1'34"258 | N.D.     | N.D.     | 16      |
| 18                          | 23 | Alexander Albon  | Williams-Mercedes            | 1'34"425 | N.D.     | N.D.     | 17      |
| 19                          | 77 | Valtteri Bottas  | Kick Sauber-Ferrari          | 1'34"430 | N.D.     | N.D.     | 19      |
| 20                          | 18 | Lance Stroll     | Aston Martin Aramco-Mercedes | 1'34"484 | N.D.     | N.D.     | 18      |
| Tempo limite 107%: 1'39"709 |    |                  |                              |          |          |          |         |

In grassetto sono indicate le migliori prestazioni in Q1, Q2 e Q3.

## Gara

### Resoconto
Prima della gara, sulla vettura di Franco Colapinto viene installata la sesta scatola del cambio, la sesta trasmissione e viene sostituita la cellula di sopravvivenza a seguito dell'incidente in qualifica. L'argentino della Williams, qualificatosi in quattordicesima posizione, è costretto a partire dalla pit lane.
Fernando Alonso è l'unico a partire con gomme soft, Bottas, Pérez e Colapinto con gomme a mescola dura, gli altri con gomme medie. Russell mantiene la prima posizione, al via, mentre Charles Leclerc sfrutta la difesa di Sainz Jr. su Gasly, e si trova secondo. Seguono Max Verstappen, Norris, Tsunoda e Piastri. Al quarto giro Verstappen prende la posizione a Gasly. Nei primi giri Leclerc attacca Russell, ma senza riuscire a passare in vetta. Questo comportamento ha però un effetto negativo sulla tenuta delle sue gomme: il monegasco è costretto a cedere sia a Sainz Jr. che a Verstappen, prima di andare ai box, al decimo giro. Nello stesso giro va alla sosta anche Norris. La direzione di gara commina cinque secondi di penalità a Oscar Piastri, per il non corretto posizionamento in griglia di partenza. All'undicesimo passaggio Verstappen raggiunge e passa Sainz Jr., che rientra immediatamente ai box. Il campione del mondo attende ancora un giro, mentre al tredicesimo giro spetta a George Russell andare al cambio gomme. Si trova in testa Hamilton, che però effettua la sosta nel giro successivo.
La classifica vede di nuovo al comando Russell, davanti a Pérez, Verstappen, le due Ferrari e Norris. Al sedicesimo giro Hamilton passa Norris. Il messicano della Red Bull Racing perderà diverse posizioni, prima di andare ai box, al diciottesimo giro. Nello stesso periodo Pierre Gasly è costretto all'abbandono, per un problema tecnico. Dopo 25 giri Russell gode di un margine di dieci secondi su Verstappen, 12"5 su Sainz Jr., che precede Leclerc e Hamilton. Sainz Jr. vede un crollo delle prestazioni delle gomme, fa passare Leclerc, entra nella corsia dei box, ma viene invitato a restare in pista, non essendo pronte le gomme. Va i box Hamilton, che lo seguiva da vicino; poco prima si era fermato anche Verstappen. Lo spagnolo della Ferrari riesce a effettuare la sosta, nel giro seguente. Ancora un giro, ed è il turno per Lando Norris per il pit stop. Verstappen ora è terzo, alle spalle di Leclerc, che si ferma al trentaduesimo giro, così come Russell. Nello stesso giro Hamilton supera Verstappen, ed è secondo. Seguono le due Ferrari, poi le due McLaren. Nei giri finali Hamilton si avvicina a Russell, mentre le due Ferrari recuperano su Verstappen, che ha bisogno di arrivare davanti a Norris, per vincere il titolo. Sainz Jr. passa l'olandese al quarantunesimo giro, mentre Leclerc lo supera cinque giri dopo.
George Russell vince il terzo Gran Premio in carriera. Per il britannico della Mercedes è il secondo successo stagionale dopo quello nel Gran Premio d'Austria. Per la scuderia tedesca è la centoventinovesima vittoria della propria storia, la quarta del campionato e la prima dopo quella nel Gran Premio del Belgio con Hamilton. Il secondo posto dell'ex campione del mondo è il suo primo podio da quando ha ereditato la vittoria sul circuito di Spa-Francorchamps dopo la squalifica di Russell. Hamilton è settimo in classifica piloti, non avendo mai terminato una stagione fuori dai primi sei, ed estende il record personale terminando a podio nel trentaseiesimo tracciato diverso. Sainz Jr. conclude in terza posizione, al terzo piazzamento tra i primi due negli ultimi quattro Gran Premi.
Leclerc, quarto, è il pilota col maggior numero di punti nei tre Gran Premi dell'anno corsi negli Stati Uniti d'America (64). Norris è sesto per la seconda gara di fila, e segna il giro più veloce nell'ultima tornata. La McLaren ha adesso un vantaggio di ventiquattro punti sulla Ferrari in classifica costruttori. Piastri conclude settimo, ottenendo il suo sedicesimo piazzamento consecutivo a punti, insieme a Verstappen. Grazie all'ottava piazza di Hülkenberg, la Haas riottiene il sesto posto in classifica costruttori ai danni dell'Alpine, staccata di un punto. Tsunoda, nono, prende punti per la seconda gara consecutiva e per la nona volta in stagione. Pérez è decimo e conquista nove punti nelle ultime sei gare. Zhou è tredicesimo; il pilota cinese della Sauber si è classificato solamente per una volta in campionato più in alto di questa posizione, nel Gran Premio del Bahrein. Albon è ritirato; il thailandese della Williams non vede la bandiera a scacchi dal Gran Premio degli Stati Uniti d'America.
Russell eguaglia i successi stagionali di Sainz Jr., Piastri e Hamilton, ed è il secondo vincitore su altrettante edizioni corse sul Las Vegas Strip Circuit, il quarto generale su quattro Gran Premi corsi a Las Vegas. Egli ottiene la terza vittoria in altrettanti Gran Premi e circuiti differenti. La Mercedes conquista la sessantesima doppietta, la prima dopo quella nel Gran Premio di San Paolo 2022, ed è il quarto costruttore in stagione a segnare una doppietta dopo la Red Bull Racing, la Ferrari e la McLaren. Il costruttore tedesco, in testa in ogni sessione durante il weekeend, ottiene la vittoria nel trentaseiesimo Gran Premio diverso e sul trentacinquesimo tracciato differente, ed eguaglia la Red Bull Racing per numero di vittorie sul Las Vegas Strip Circuit e la Williams e la Tyrrell per successi in questa gara. Una vettura motorizzata Mercedes segna il maggior numero di trionfi stagionali (9). La Red Bull Racing ottiene punti per la sessantacinquesima gara consecutiva, al secondo posto di sempre.
Il premio del pilota del giorno viene assegnato a Hamilton per la terza volta in stagione. Egli è premiato per la diciassettesima volta dall'introduzione del riconoscimento nella stagione 2016, ed eguaglia Norris al terzo posto di sempre. È stato il più veloce Gran Premio di Las Vegas di sempre sul tempo della distanza di gara, corso alla media di 226,524 km/h, nonché il più rapido sul Las Vegas Strip Circuit. La gara, condotta solamente dai due piloti della Mercedes, non ha visto l'esposizione delle bandiere gialle, né dell'utilizzo della safety car o del regime di virtual safety car per la prima volta dal Gran Premio di Singapore. È stato il primo Gran Premio di Las Vegas vinto da un pilota partito in prima posizione. Russell, Hamilton e Sainz Jr. condividono il podio per la seconda volta. In quattro edizioni disputate della gara il podio ha figurato dodici piloti differenti. Il giro più veloce della gara di 1'34"876 realizzato da Norris rappresenta il rilievo cronometrico più rapido in gara sul Las Vegas Strip Circuit, alla media di 235,292 km/h. Il precedente record di 1'35"490 fu appannaggio di Piastri, stabilito l'anno precedente, alla media di 233,779 km/h. Per la prima volta nella storia della categoria quattro costruttori differenti segnano una doppietta in stagione, e per la prima volta quattro costruttori vincono almeno quattro Gran Premi ciascuno. È anche il primo campionato che figura sette piloti che hanno trionfato più di una volta. Verstappen si aggiudica per la quarta volta consecutiva in carriera il mondiale piloti. Egli eguaglia il numero dei titoli di Alain Prost e Sebastian Vettel, e diventa uno dei sei piloti nella storia ad aver vinto almeno quattro titoli iridati e uno dei cinque ad averne vinti quattro consecutivi, dopo Juan Manuel Fangio, Michael Schumacher, Sebastian Vettel e Hamilton. L'olandese ottiene il titolo iridato nella giornata di sabato per la seconda stagione consecutiva ed è per la prima volta campione del mondo in un Gran Premio non disputato in Asia. Verstappen segna la striscia più lunga per numero di giorni in testa alla classifica piloti ininterrottamente dal Gran Premio di Spagna 2022. Il Gran Premio di Las Vegas assegna il titolo piloti per la terza volta dopo Nelson Piquet (1981) e Keke Rosberg (1982). Tutti e tre i piloti iridati a Las Vegas hanno chiuso in quinta posizione. È il primo titolo assegnato negli Stati Uniti d'America da Hamilton nella stagione 2019. Per l'ottava volta nella storia della Formula 1, il titolo si assegna prima della domenica e per la ventiquattresima volta un pilota vince il campionato da campione in carica.
Sono stati cancellati nove tempi dai commissari sportivi ai piloti per non aver rispettato i limiti della pista, durante la gara. Si sono visti cancellare il tempo due volte Lance Stroll (entrambe le volte alla curva 8) e Carlos Sainz Jr. (entrambe le volte alla curva 17), una volta Oscar Piastri, Nico Hülkenberg, Max Verstappen, Lewis Hamilton e Charles Leclerc (alla curva 8).

### Risultati
I risultati del Gran Premio sono i seguenti:
| Pos | Nº | Pilota           | Costruttore                  | Giri | Tempo/Ritiro | Griglia | Punti |
| --- | -- | ---------------- | ---------------------------- | ---- | ------------ | ------- | ----- |
| 1   | 63 | George Russell   | Mercedes                     | 50   | 1h22'05"969  | 1       | 25    |
| 2   | 44 | Lewis Hamilton   | Mercedes                     | 50   | +7"313       | 10      | 18    |
| 3   | 55 | Carlos Sainz Jr. | Ferrari                      | 50   | +11"906      | 2       | 15    |
| 4   | 16 | Charles Leclerc  | Ferrari                      | 50   | +14"283      | 4       | 12    |
| 5   | 1  | Max Verstappen   | Red Bull Racing-Honda RBPT   | 50   | +16"582      | 5       | 10    |
| 6   | 4  | Lando Norris     | McLaren-Mercedes             | 50   | +43"385      | 6       | 9     |
| 7   | 81 | Oscar Piastri    | McLaren-Mercedes             | 50   | +51"365      | 8       | 6     |
| 8   | 27 | Nico Hülkenberg  | Haas-Ferrari                 | 50   | +59"808      | 9       | 4     |
| 9   | 22 | Yuki Tsunoda     | RB-Honda RBPT                | 50   | +1'02"808    | 7       | 2     |
| 10  | 11 | Sergio Pérez     | Red Bull Racing-Honda RBPT   | 50   | +1'03"114    | 15      | 1     |
| 11  | 14 | Fernando Alonso  | Aston Martin Aramco-Mercedes | 50   | +1'09"195    | 16      |       |
| 12  | 20 | Kevin Magnussen  | Haas-Ferrari                 | 50   | +1'09"803    | 12      |       |
| 13  | 24 | Zhou Guanyu      | Kick Sauber-Ferrari          | 50   | +1'14"085    | 13      |       |
| 14  | 43 | Franco Colapinto | Williams-Mercedes            | 50   | +1'15"172    | PL      |       |
| 15  | 18 | Lance Stroll     | Aston Martin Aramco-Mercedes | 50   | +1'24"102    | 18      |       |
| 16  | 30 | Liam Lawson      | RB-Honda RBPT                | 50   | +1'31"005    | 14      |       |
| 17  | 31 | Esteban Ocon     | Alpine-Renault               | 49   | +1 giro      | 11      |       |
| 18  | 77 | Valtteri Bottas  | Kick Sauber-Ferrari          | 49   | +1 giro      | 19      |       |
| Rit | 23 | Alexander Albon  | Williams-Mercedes            | 25   | Radiatore    | 17      |       |
| Rit | 10 | Pierre Gasly     | Alpine-Renault               | 15   | Motore       | 3       |       |

Lando Norris riceve un punto addizionale per aver segnato il giro più veloce della gara.

## Classifiche mondiali

### Piloti
| Pos | Pilota           | Punti |
| --- | ---------------- | ----- |
| 1   | Max Verstappen   | 403   |
| 2   | Lando Norris     | 340   |
| 3   | Charles Leclerc  | 319   |
| 4   | Oscar Piastri    | 268   |
| 5   | Carlos Sainz Jr. | 259   |
| 6   | George Russell   | 217   |
| 7   | Lewis Hamilton   | 208   |
| 8   | Sergio Pérez     | 152   |
| 9   | Fernando Alonso  | 62    |
| 10  | Nico Hülkenberg  | 35    |
| 11  | Yuki Tsunoda     | 30    |
| 12  | Pierre Gasly     | 26    |
| 13  | Lance Stroll     | 24    |
| 14  | Esteban Ocon     | 23    |
| 15  | Kevin Magnussen  | 14    |
| 16  | Alexander Albon  | 12    |
| 17  | Daniel Ricciardo | 12    |
| 18  | Oliver Bearman   | 7     |
| 19  | Franco Colapinto | 5     |
| 20  | Liam Lawson      | 4     |

### Costruttori
| Pos | Costruttore                  | Punti |
| --- | ---------------------------- | ----- |
| 1   | McLaren-Mercedes             | 608   |
| 2   | Ferrari                      | 584   |
| 3   | Red Bull Racing-Honda RBPT   | 555   |
| 4   | Mercedes                     | 425   |
| 5   | Aston Martin Aramco-Mercedes | 86    |
| 6   | Haas-Ferrari                 | 50    |
| 7   | Alpine-Renault               | 49    |
| 8   | RB-Honda RBPT                | 46    |
| 9   | Williams-Mercedes            | 17    |

## Decisioni della FIA
L'australiano della McLaren, Oscar Piastri, è stato penalizzato di cinque secondi sul tempo di gara per falsa partenza. La penalità è stata scontata durante una sosta ai box.